# Aspland Island
Aspland Island ist eine kleine, schroffe und bergige Felseninsel mit einer Höhe von maximal 735 m im Archipel der Südlichen Shetlandinseln. Sie liegt 6 km westlich von Gibbs Island und 40 km südwestlich von Elephant Island. Sie gehört zu der von Chile als Islas Piloto Pardo bezeichneten östlichen Inselgruppe der Südlichen Shetlandinseln.
Der britische Seefahrer Edward Bransfield kartierte sie grob auf seiner Antarktisfahrt zwischen Februar und März 1820. Gemeinsam mit den später als O’Brien Island und Eadie Island bekannten Inseln erschienen sie in seiner Karte als O’Brien’s Islands. Im Kartenmaterial des britischen Robbenfängerkapitäns George Powell (1794–1824) aus dem Jahr 1822 wird die hier beschriebene Insel als Aspland’s Island bezeichnet. Namensgeber ist vermutlich der Unitarier Robert Aspland (1782–1845). Die heute gültige Benennung geht auf Teilnehmer der britischen Discovery Investigations zurück, welche die Insel zwischen Januar und Februar 1937 kartierten.